# Ficción colaborativa

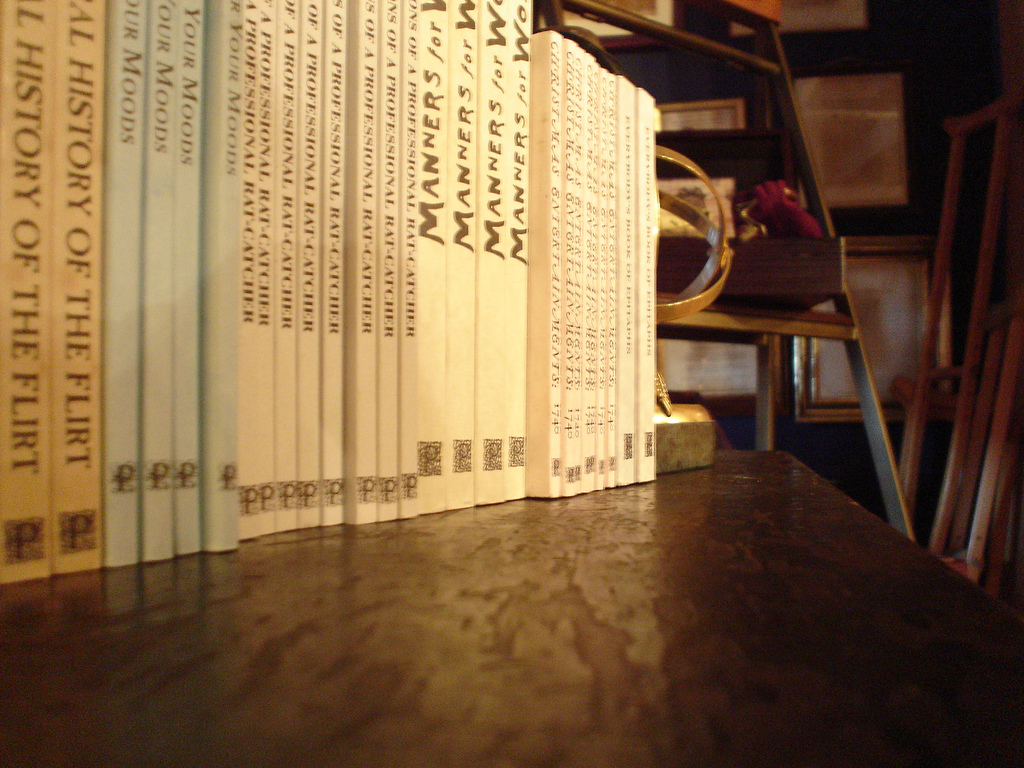
Fotografía de algunos libros de ficción colaborativa (826 Valencia)

Se denomina ficción colaborativa a una forma de escritura mediante la cual un grupo de autores comparten el control creativo de una historia. 
La ficción colaborativa puede llevarse a cabo para obtener una ganancia comercial, como parte de actividades educativas o recreacionales - muchas obras escritas en forma colaborativa han sido objeto de importantes investigaciones académicas.